# James David Macdonald
James David Macdonald FRSE FLS FZS FIB (3 de octubre de 1908 – 17 de septiembre de 2002) fue un ornitólogo y escritor ornitológico escocés-australiano. Siendo ornitólogo de un museo tradicional, hizo mucho para mejorar las colecciones de aves africanas y australianas en poder del Museo Británico, así como por popularizar la ornitología a través de sus escritos de divulgación.

## Educación y carrera
Macdonald era aborigen en la ciudad de Foyers, a 32 km de Inverness en Escocia. Allí, de 1913 a 1924, asistió a la Escuela Pública, antes de obtener una beca para completar su educación media en el Inverness Royal Academy, donde se graduó de Dux en Arte en 1927. Luego, estudió historia natural en la Universidad de Aberdeen, graduándose con un BSc en Forestales en 1930; y en Ciencia Pura (botánica y zoología) en 1932, a continuación, llevó a cabo una investigación sobre crustáceo decápodos con el Agencia de Protección de la Pesca Escocesa y el Laboratorio Marino de Plymouth.
En 1935, Macdonald fue nombrado para un puesto en el Museo de Historia Natural Británico en Londres donde estaba, a pesar de sus protestas de completa ignorancia sobre aves, colocado en la Sección Aves como Asistente Curador. Además del servicio con el Almirantazgo británico durante la Segunda Guerra Mundial, se quedó con el museo por el resto de su carrera, convirtiéndose en Oficial Científico Superior a cargo de la Sala de Aves y Asistente Curador del Departamento de Zoología, al momento de su jubilación en 1968.

### Expediciones
Como parte de su trabajo en el museo, MacDonald organizó expediciones de recolecciones de aves a las montañas de Sudán del Sur entre 1938 a 1939; y, a regiones áridas del sudoeste de Sudáfrica y África del Sudoeste, incluyendo al desierto de Kalahari, entre 1950 a 1951. Y, entre 1962 a 1963, lideró la primera de las Expediciones australianas Harold Hall para recolectar especímenes aviares en Australia.
En 1962, fue elegido miembro de la Royal Society of Edinburgh, donde sus proponentes fueron David Armitage Bannerman, Sir Landsborough Thomson, George Taylor, Edward Hindle and Vero Copner Wynne-Edwards; y, en 1987 dimitió de la Sociedad.

## Retiro
En 1968, Macdonald se mudó a Brisbane, Australia, para escribir el libro, Aves de Australia: un resumen de la información, que fue dedicado a Harold Hall y publicado en 1974, a tiempo para el Congreso de Ornitología Internacional en Canberra. En 1969, fue activo en el establecimiento de la Sociedad de Ornitología de Queensland, de la cual fue Presidente fundador.
Macdonald murió pacíficamente en Brisbane a la edad de 93 años; siendo sobrevivido por su esposa, la Dra. Betty Macdonald, con quien había estado casado durante 64 años.

## Honores
El reconocimiento de las habilidades y logros de Macdonald como ornitólogo, incluyen:

### Membresías
- del Comité Permanente del Congreso Ornitológico Internacional
- Consejero y vicepresidente de la British Ornithologists' Union
- correspondiente de la American Ornithologists' Union
- de la Royal Society of Edinburgh
- de la Sociedad Linneana de Londres
- de la Sociedad Zoológica de Londres
- del Instituto de Biología
- honorario perpetuo de la Sociedad Ornitológica de Queensland

## Obra

### Publicaciones
Además de unos 70 artículos en la literatura científica, los libros escritos o co-escritos por Macdonald incluyen:
- 1949 – Birds of Britain. A guide to the common species (Aves de Gran Bretaña. Una guía para las especies comunes). Bell & Sons: Londres.
- 1955 – Birds of the Sudan: Their Identification and Distribution (Aves del Sudán: su identificación y distribución). Oliver & Boyd: Edimburgo (con Francis O. Cave).
- 1957 – Contribution to the Ornithology of Western South Africa. Results of the British Museum (Natural History) South West Africa Expedition, 1949-1950 (Contribución a la Ornitología de Sudáfrica Occidental. Resultados del Museo Británico de Historia Natural, Expedición al Sudoeste de África, 1949-1950). Trustees of the British Museum: Londres.
- 1959 – Instructions to Young Ornithologists: Bird Biology (Instrucciones para jóvenes ornitólogos: biología de aves). Museum Press: Londres.
- 1962 – Curiosities of Bird Life (Curiosidades de la vida de las aves). Castle Books: New York.
- 1962 – Bird Behavior (Comportamiento de las aves). Sterling Publishing: New York (con Derek Goodwin y Helmut E. Adler).
- 1973 – Birds of Australia: A Summary of Information (Aves de Australia: un resumen de la información) A.H. & A.W. Reed: Sídney, (ilustró Peter Slater). ISBN 0-589-07117-3
- 1980 – Birds for Beginners: How birds live and behave (Aves para principiantes: Cómo viven las aves y se comportan). Reed: Sídney. ISBN 0-589-50102-X
- 1982 – Understanding Australian Birds (Comprendiendo las aves de Australia). Reed: Sídney.
- 1985 – Australian Birds. A Popular Guide To Bird Life (Aves australianas. Una guía popular para la vida de las aves). Reed: Sídney. ISBN 0-7301-0081-2
- 1987 – The Illustrated Dictionary of Australian Birds By Common Name. Reed: Sídney. ISBN 0-7301-0184-3

## Abreviatura (zoología)
La abreviatura Macdonald  se emplea para indicar a James David Macdonald como autoridad en la descripción y taxonomía en zoología.